# Kohlbergova stádia morálního vývoje
Jako Kohlbergova stadia morálního vývoje se označuje šest hypotetických stadií, kterými prochází lidé v průběhu svého morálního vývoje. Šest stadií se ještě rozčleňuje do tří skupin, první dvě tvoří prekonvenční úroveň morálky, další dvě konvenční úroveň morálky a poslední dvě postkonvenční úroveň morálky. S teorií přišel Lawrence Kohlberg, americký vývojový psycholog, podle kterého jsou stadia pojmenována. Podle Kohlberga začíná morální vývoj každého člověka na prvním stádiu a postupně se může, ale nemusí vyvinout až k šestému stadiu. Člověk stadii ale musí procházet postupně tak, jak jdou za sebou, a žádné nemůže přeskočit. Dle Kohlberga se jen málokdo za svůj život dostane až na páté či šesté stadium.
Východiskem vytvoření jeho teorie byly práce švýcarského psychologa Jeana Piageta a částečně i francouzského průkopníka testů inteligence Alfreda Bineta. Kohlberg zastával názor, že kognitivní vývoj (tedy zvyšování inteligence a schopnosti správně uvažovat) je nutným předpokladem vývoje mravního, ale dosažení vyšších kognitivních stadií ještě neznamená vyšší stupeň morálky.
Některé části teorie byly později vyvráceny, například Esther Blank Kurtinesová a William Greif přinesli důkazy, že člověk nějaké stadium v průběhu vývoje přeskočit může. Také procentuální zastoupení lidí u jednotlivých stadií je napadáno.

## Základní teze
Podle Lawrence Kohlberga jsou jednotlivá morální témata daná a neměnná, jedinec je prochází v určeném pořadí a žádné nemůže vynechat – to dokazoval na různých multikulturních výzkumech. Ačkoliv byl tento předpoklad později vyvrácen (například důkazy Esther Blank Kurtinesové a Williama Greifa) a sám Kohlberg svou teorii revidoval, z tohoto postulátu neustoupil. Protidůkazy přinesla také Carol Gilliganová, která napadla posloupnost stadií z hlediska rodových stereotypů.
Kohlberg tvrdil, že nezáleží ani tak na tom, jaký názor máme, ale spíše jakým způsobem jsme k němu dospěli. Jinými slovy: pokud chlapec rozbije talíř ve spíži, nezáleží na tom, zda jej potrestáme či ne. Rozhodující jsou totiž aspekty situace: zda chtěl donést matce chléb, nebo ze spíže kradl čokoládu; zda se přiznal, nebo nehodu zatajil.

## Přehled stadií
Lawrence Kohlberg definoval šest hlavních stadií vývoje morálky (seskupených po dvou stadiích do tří obecnějších kategorií). Zabýval se především schopností lidí uvažovat mravně v abstraktních situacích, nikoliv jejich odvahou využívat vlastní mravní potenciál v reálných situacích. Přehled šesti stadií je následující:
- prekonvenční úroveň morálky
  - orientace na trest
  - orientace na odměnu
- konvenční úroveň morálky
  - orientace na to být hodným dítětem
  - orientace na řád a zákon
- postkonvenční úroveň morálky
  - orientace na společenskou smlouvu
  - stadium univerzální etiky

### Předkonvenční úroveň morálky
V tomto období mluvíme o vnější morálce, kdy u dítěte není zatím vyvinut smysl pro morálku, ale jeho chování může být tvarováno prostým zpevňováním. Dobro a zlo jsou vysuzovány podle vnějších důsledků, ne podle věrnosti etickému kodexu.
V období orientace na trest vnímá dítě každou potrestanou činnost jako špatnou a je proto pro něj dobré dělat to, co je odměňováno,[zdroj⁠?!] a vyhýbat se tomu, co je špatné. Hlavním motivem jeho chování je strach z trestu. Klíčovou roli tedy hraje výsledek, nikoli úmysl. Dítě zná sankce (důsledky) a chová se podle toho. Mluvíme tedy o situačně vázané morálce.
Orientace na odměnu bývá označována také jako stadium naivního instrumentálního hédonismu. Dobro je představováno výrokem „co z toho mám já?“. Typická je snaha vyhýbat se negativním důsledkům svých činů, současně se objevuje větší rafinovanost myšlení dítěte. Vzniká cit pro spravedlnost, který má zatím podobu rovnostářského fanatismu (např. starší sourozenec chce, aby mu máma pomáhala stejně, jako pomáhá mladšímu dítěti, i když starší dítě už by tuto pomoc nemělo potřebovat a vyžadovat. Chápe ji ale jako spravedlivou – myslí si, že se mu má dostávat téhož, čeho se dostává mladšímu sourozenci). V této době se objevuje také počátek jednoduché reciprocity, charakterizované větou „když poškrábeš ty mě, já poškrábu tebe“.[zdroj?]

### Konvenční úroveň morálky
V období orientace na to být hodným dítětem se dítě zabývá normami svých vztažných skupin (rodina, přátelé, spolužáci ve škole apod.). Toto můžeme charakterizovat větou „správné je to, co za správné považují ostatní“. Důraz je tedy kladen na vztahy. Dítě chce plnit to, co od něj očekávají blízcí. Chce být považováno za dobrou dceru, syna, přítele… Před učiněním rozhodnutí zvažuje pocity a potřeby druhých. Objevuje se schopnost rozpoznat zájmy druhého a vzít v úvahu i perspektivu třetí osoby.
Význam tohoto stadia problematizovala Carol Gilliganová, žákyně a následovnice Lawrence Kohlberga a představitelka feministického hnutí, která se snažila vzít při popisování vývoje morálky v potaz také rozdíly mezi muži a ženami.
Hlavním heslem období orientace na řád a zákon je „co by se stalo, kdyby každý ve vaší situaci porušil zákon, protože by si myslel, že k tomu má dobrý důvod?“ To vyjadřuje, že lidé v tomto stadiu se cítí být podřízeni zákonům a svým závazkům, kterým jsou do jisté míry vydáni na milost a nemilost. Člověk v tomto stadiu není zodpovědný za nespravedlivé zákony, je zodpovědný pouze za to plnit je. Zákon musí být silnější než citová touha porušit jej kvůli osobě nebo mezilidským výhodám. Mluvíme o tzv. právním pozitivismu, kdy řádně nastolené zákony mají bezpodmínečnou platnost. Předpoklady tohoto stadia využívá při běžném rozhodování na nižší úrovni například český právní řád (oproti zvykovému právu britskému, které je bližší pátému stadiu ).

### Postkonvenční úroveň morálky
Do pátého stadia – orientace na společenskou smlouvu – dospěje dle Lawrence Kohlberga méně než 15 % všech lidí, minimální věk je dle něj 25 let. Šesté stadium – univerzální etika – označoval sám Kohlberg v pozdějších spisech pouze za hypotetické. V dnešní době ovšem psychologové většinou soudí, že vyšších stadií dosahuje větší množství lidí a v nižším věku.
V období orientace na společenskou smlouvu dochází ke kontroverzi mezi pozitivistickým právem (juspozitivismus) a právem stojícím nad zákony (takzvaným přirozeným právem, tedy jusnaturalismus). Výrokem charakterizujícím toto vývojové stadium je „zákony byly udělány pro člověka, ne člověk pro zákony“. Osoba v tomto stadiu ví, že zákon nelze vzít do vlastních rukou, ale že je možné přijmout perspektivu nadřazenou právu a tak rozeznat, kdy vede použití práva k bezpráví. Účelem zákonů je chránit práva člověka, a ne je porušovat, a proto, nastane-li velmi specifická situace, je nutné zákon změnit nebo jej vyložit nově. Je-li to možné, je ovšem preferován řád a zákony a současně jsou hledány alternativy řešení patové situace.
Kohlberg zastával názor, že některé instituce svobodných demokratických států (např. ústavní soud) mají charakter pátého stupně vývoje morálky. Jde tedy o institucionalizovanou formu pohledu stojícího nad běžným zákonodárstvím.
Univerzální etika je název šestého stadia, kdy se daná osoba orientuje na svědomí či principy. Vhodnější je název „orientace na individualitu“, kdy se morálka řídí sadou hluboce individuálních zásad. Dotyčný nabývá přesvědčení, že každý jednotlivec má právo na život, svobodu a spravedlnost. A že hodnota jediného života je důležitější než názor většiny.[zdroj⁠?!]

## Způsob identifikace stadia morálního vývoje
K určení stadia, ve kterém se ten který člověk nachází, používal Lawrence Kohlberg tzv. morální dilemata. Jednalo se o jednoduché příběhy s morální zápletkou a dvěma možnými konci. Zřejmě nejznámější je tzv. Heinzovo dilema:
V jedné daleké zemi umírala žena, která onemocněla zvláštním druhem rakoviny. Existoval lék, o němž si lékaři mysleli, že by mohl ženu zachránit. Šlo o určitou formu radia, kterou jeden lékárník v tomtéž městě právě před nedávnem objevil. Výroba byla velmi drahá, avšak lékárník požadoval desetkrát víc, než kolik jej stála výroba. Za radium zaplatil 200 dolarů a za malou dózu s lékem požadoval 2000 dolarů. Heinz, manžel nemocné ženy, vyhledal všechny své známé, aby si půjčil peníze a usiloval i o podporu úřadů. Shromáždil však jen 1000 dolarů, tedy polovinu požadované ceny. Vyprávěl lékárníkovi, že jeho žena umírá a prosil jej, aby mu lék prodal levněji nebo ho nechal zaplatit později. Lékárník však řekl: „Ne, já jsem ten lék objevil a chci na něm vydělat nějaké peníze.“ Heinz tím vyčerpal všechny legální možnosti; je zcela zoufalý a uvažuje, zda by se neměl do lékárny vloupat a lék pro svou ženu ukrást.

## Následovníci
Mezi nejznámější autory, kteří navazovali na výzkumy Lawrence Kohlberga týkající se jeho šesti stadií, patří Carol Gilliganová, která tvrdila, že Kohlbergova stadia vznikla výhradně při rozhovorech s muži. Ženy podle ní dosahují „nižších“ výsledků (v době vzniku obou teorií obvykle stadium 3, oproti mužskému stadiu 4), což není proto, že by byly méně morální, ale že kladou vyšší důraz na sociální aspekt situace. Gilliganová se tak zaměřila více než na starost o pravidla, právo a spravedlnost na soucitný zájem. Dalším důležitým následovníkem teorií morálního vývoje je Robert L. Selman, který o morálce uvažoval z hlediska sociální perspektivy. Podle něj je nutným předpokladem vysoké morální úrovně schopnost podívat se na situaci očima druhého člověka, třetího nezaujatého pozorovatele či dokonce z pozice vyššího soudce či společnosti.